# Päpstliche Akademie für die lateinische Sprache
Die Päpstliche Akademie für die lateinische Sprache (lat.: Pontificia Academia Latinitatis / ital.: Pontificia accademia di latinità) ist die elfte und neueste päpstliche Akademie. Mit Hauptsitz in der Vatikanstadt wurde sie zur Förderung und Anerkennung der lateinischen Sprache und Kultur gegründet. Die Akademie ersetzt die Latinitas-Stiftung und ist mit dem Päpstlichen Rat für die Kultur verbunden, von dem sie abhängt.
Papst Benedikt XVI. gründete sie am 10. November 2012 mit dem Motu Proprio Latina Lingua, um das Wissen über die verschiedenen Versionen des modernen und des alten Lateins zu erhalten und zu verbreiten, einschließlich und Hervorhebung, jedoch keinesfalls darauf beschränkt, Kirchenlatein, wie es in den Liturgien und Messen des aktuellen Missale Romanum des Novus ordo missae (das derzeitige, das normalerweise in der Volkssprache oder der Sprache der lokalen Bevölkerung zelebriert wird) sowie der Messe Papst Johannes’ XXIII. (jüngste Version der tridentinischen Messe vor dem Vaticanum II).
Ivano Dionigi und Roberto Spataro wurden am 10. November 2012 zum Gründungspräsidenten und Sekretär der Akademie ernannt. Ihnen folgten am 31. Mai 2023 Mario De Nonno (Präsident) und Paolo D’Alessandro (Sekretär) nach.

## Ziele
- Förderung der Kenntnis und des Studiums der lateinischen Sprache und Literatur, des klassischen und patristischen, des mittelalterlichen und des humanistischen – insbesondere in den katholischen Bildungseinrichtungen, in denen sowohl Seminaristen als auch Priester ausgebildet und unterrichtet werden;
- die Verwendung von Latein in verschiedenen Kontexten sowohl als geschriebene als auch als gesprochene Sprache zu fördern.

## Aktivitäten
Um die genannten Ziele zu erreichen, beabsichtigt die Akademie:
- zu veröffentlichen und zu organisieren, Kongresse und Ausstellungen zu studieren;
- in Zusammenarbeit mit dem Päpstlichen Institut für fortgeschrittene Lateinstudien Kurse, Seminare und andere Schulungsprojekte einzurichten und zu unterstützen;
- den jungen Generationen Lateinkenntnisse vermitteln, auch durch moderne Kommunikationsmittel;
- Ausstellungen, Shows und Wettbewerbe zu organisieren;
- andere Aktivitäten und Initiativen zu planen, die zur Erreichung der Ziele der Institution erforderlich sind.

## Organisation
Die Päpstliche Akademie für die lateinische Sprache besteht aus dem Präsidenten, dem Sekretär, dem Akademischen Rat und Mitgliedern, die als Akademiker bekannt sind.
Der Präsident der Akademie wird vom Papst für fünf Jahre ernannt. Das Amt des Präsidenten kann um eine zweite Amtszeit von fünf Jahren verlängert werden. Es ist die Aufgabe des Präsidenten:
- die Akademie rechtlich vor einer Gerichts- oder Verwaltungsbehörde der Kirche oder des Staates zu vertreten;
- den Akademischen Rat und die Mitgliederversammlung einzuberufen und den Vorsitz zu führen;
- als Mitglied an den Sitzungen des Koordinierungsrates der Päpstlichen Akademien teilzunehmen und die Beziehungen zum Päpstlichen Rat für Kultur zu pflegen.
- die Arbeit der Akademie zu beaufsichtigen
- sich um die ordentliche Verwaltung mit Unterstützung des Sekretärs und in Angelegenheiten der außerordentlichen Verwaltung mit Rat des Akademischen Rates und des Päpstlichen Rates für Kultur kümmern.

Der Sekretär wird vom Papst für eine Amtszeit von fünf Jahren ernannt und kann um eine zweite Amtszeit von fünf Jahren verlängert werden. Der Präsident delegiert den Sekretär, um ihn bei Abwesenheit oder Behinderung zu ersetzen.
Der Akademische Rat besteht aus dem Präsidenten, dem Sekretär und fünf Ratsmitgliedern. Die Ratsmitglieder werden von der Akademie der Wissenschaftler für eine Amtszeit von fünf Jahren gewählt, die möglicherweise verlängert wird.
Der Akademische Rat, dessen Vorsitz der Präsident der Akademie innehat, berät über die wichtigsten Fragen, die die Akademie betreffen. Er billigt die Tagesordnung im Hinblick auf die Mitgliederversammlung, die mindestens einmal jährlich abgehalten wird. Der Rat wird mindestens einmal im Jahr vom Präsidenten einberufen und darüber hinaus, wenn er von mindestens drei Ratsmitgliedern beantragt wird.
Der Präsident kann mit Zustimmung des Rates einen Archivar mit den Pflichten eines Bibliothekars und eines Schatzmeisters ernennen.

### Mitglieder
Die Akademie besteht aus nicht mehr als 50 ordentlichen Mitgliedern, die als Akademiker bekannt sind und Gelehrte und Kenner der lateinischen Sprache und Literatur sind. Sie werden vom Staatssekretär ernannt. Wenn sie das 80. Lebensjahr vollendet haben, werden die ordentlichen Mitglieder „emeritiert“.
Ordentliche Akademiker nehmen an der vom Präsidenten einberufenen Versammlung der Akademie teil. Akademiker, die emeritiert sind, können an der Versammlung teilnehmen, sind jedoch nicht stimmberechtigt.
Der Präsident der Akademie kann nach Anhörung des Rates andere ordentliche Akademiker ernennen, die als Korrespondenten bezeichnet werden.
- Ambrogio M. Piazzoni
- Anna Pasquazi
- Antonio Manfredi
- Antonio Salvi
- Bruna Pieri
- Carla Lo Cicero
- Emanuela Prinzivalli
- Ermanno Malaspina
- Felix Maria Arocena Solano
- Giuseppe Caruso
- Ivano Dionigi
- Luigi Miraglia
- Manlio Sodi
- Marco Navoni
- Marcos Martinho dos Santos
- Mario De Nonno
- Mauro Pisini
- Michel Willy Libambu
- Mirella Ferrari
- Paolo D'Alessandro
- Paolo Marpicati
- Paul Mattei
- Peter Kruschwitz
- Philip Hardie
- Rémi Brague
- Robert Gooding
- Roberto Spataro
- Sergio Pagano
- Stephen Oakley
- William Eugene Klingshirn